# انه‌ایدا

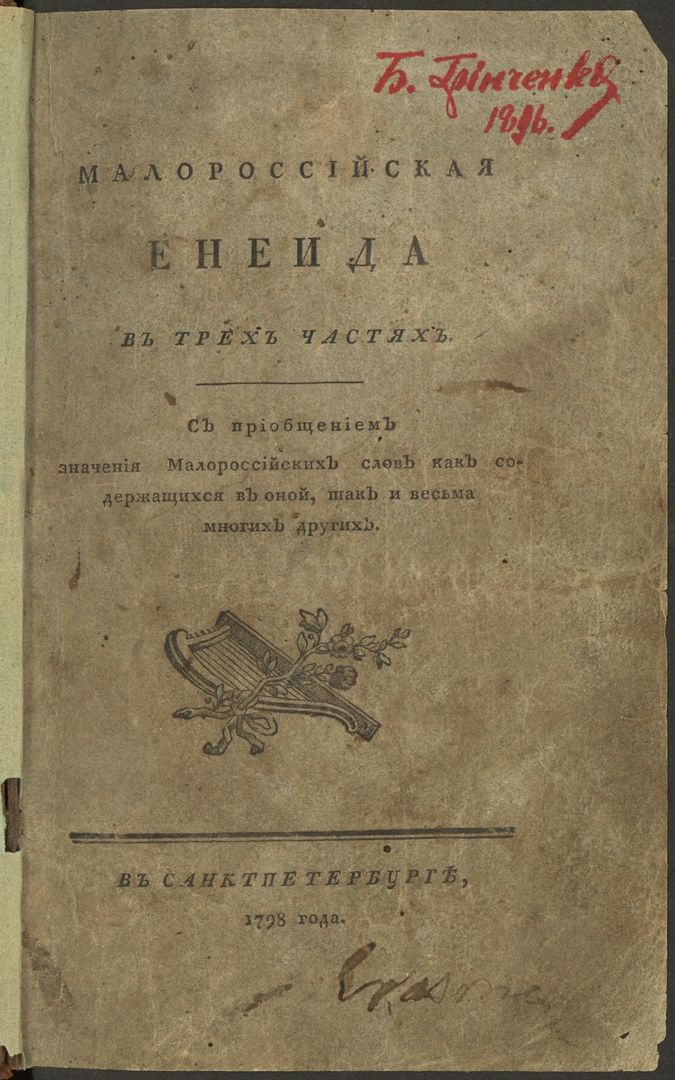
چاپ اول انه‌ایدا اثر: کوتلیارفسکی، ۱۷۹۸ میلادی

انه‌ایدا (به اوکراینی: Енеїда) (تلفظ اوکراینی برای «انه‌اید») یک شعر بورلسک اوکراینی است که توسط ایوان کوتلیارفسکی در سال ۱۷۹۸ میلادی سروده شد. این شعر حماسه-مضحک نخستین اثر ادبی است که به‌ طور کامل به زبان اوکراینی مدرن منتشر شده‌ است. اگرچه زبان اوکراینی برای میلیون‌ها نفر در اوکراین یک زبان روزمره بود، اما رسماً استفادۀ ادبی از آن در منطقۀ تحت کنترل روسیه امپراتوری منع شده بود. انه‌ایدا تقلیدی از انه‌اید اثر ویرژیل است که در آن کوتلیارفسکی قهرمانان تروآ را به کازاک‌های زاپوروژی تبدیل کرد. منتقدان بر این باورند که این اثر در پرتو انهدام زاپوریژیان هوست به دستور کاترین کبیر نوشته شده‌ است. این شعر در دوران شکل‌گیری رمانتیسم و ناسیونالیسم در اروپا سروده شده‌ است. در آن زمان، بخشی از نخبگان اوکراینی گرفتار نوستالژی برای دولت کازاک بودند که توسط روسیه در ۱۷۸۶–۱۷۷۵ میلادی منحل شد.
سه قسمت اول این شعر در سال ۱۷۹۸ میلادی بدون اطلاع نویسنده در سن پترزبورگ منتشر شد. متن کامل انه‌ایدا پس از مرگ کوتلیاروفسکی در سال ۱۸۴۲ میلادی منتشر شد.
این شعر در فهرست ۱۰۰ اثر برتر توسط: «از اسکوورودا تا زمان مدرن: ۱۰۰ هنر خلاق مهم در اوکراین» قرار دارد.

## خلاصه داستان

### І
پس از ویرانی تروآ توسط یونانیان، آینیاس (اِنه‌ی) با سپاهی از تروجان‌ها از طریق دریا فرار کرد. یونو که آینیاس، پسر ونوس را دوست نداشت، نزد خدای باد آیولوس رفت تا طوفانی به پا کند و تروجان‌ها را غرق کند. آیولوس بادها را رها کرد و طوفانی مهیب ایجاد کرد. اما آینیاس به خدای دریا، نپتون رشوه داد و طوفان فروکش کرد. ونوس که نگران پسرش بود، برای شکایت از یونو نزد زئوس رفت.
او گفت که سرنوشت آینیاس قبلاً تعیین شده است — او به رم خواهد رفت تا «یک پادشاهی قدرتمند بسازد»، «تمام جهان را به بردگی کشد» و «آنان همه رهبر خواهند بود». پس از سرگردانی‌های طولانی، تروجان‌ها به کارتاژ رسیدند، جایی که دیدو در آنجا حکومت می‌کرد. ملکه، عاشق آینیاس شد و با او همراه شد به طوری که او هدف اصلی خود را فراموش کرد — ساخت رم. زئوس که به‌طور تصادفی از المپ به زمین نگاه می‌کرد، این را دید، عصبانی شد و مرکوری را فرستاد تا قرارشان را به آینیاس یادآوری کند. آینیاس و تروجان‌ها شبانه از کارتاژ گریختند و دیدو خود را با اندوه سوزاند.

### ІІ
تروجان‌ها به دریا زدند و در سیسیل، جایی که شاه آکست در آنجا حکومت می‌کرد، فرود آمدند. سیسیلی‌ها آن‌ها را مهمان نوازانه پذیرفتند. آینیاس تصمیم گرفت که مراسم بیداری را برای پدرش آنخیسس برگزار کند. در طول جشن و بازی‌های تروجان، یونو خدمتکار خود را به زمین فرستاد که زنان تروجان را متقاعد کند تا قایق‌ها را بسوزانند. آتش‌سوزی بزرگی اتفاق افتاد. آینیاس خشمگین شد و رفت تا خدایان را نفرین کند و درخواست باران کند. باران بارید و برخی از کشتی‌ها جان به در بردند. آینیاس با اندوه به رختخواب رفت و پدرش را در خواب دید. آنخیسس قول داد که همه چیز خوب خواهد شد و از او خواست تا او را در جهنم ملاقات کند.

### III
تروجان‌ها با خروج از سیسیل، مدت زیادی در دریا حرکت کردند تا اینکه در کومای فرود آمدند. آینیاس به دنبال راهی به جهنم رفت و با سیبیل پیشگو ملاقات کرد. او قول داد که آینیاس را در ازای دریافت رشوه به خدای خورشید فوئبوس و هدیه‌ای برای خودش به جهنم ببرد. هر دو از جادۀ جهنم پایین رفتند، جایی که خواب‌آلودگی، خمیازه، و مرگ در آن زندگی می‌کردند و پشت سر آن‌ها طاعون، جنگ، سرما، قحطی و بلاهای دیگر ایستاده بودند. در سراسر استیکس، قایق‌ران افسانه‌ای شارون، آینیاس و سیبیل را به جهنم منتقل کرد. در ورودی با سربروس وحشتناکی روبرو شدند که پیشگو به سوی او نانی پرتاب کرد. در آنجا گناهکارانی را دیدند که در جهنم عذاب می‌کشیدند: اربابان، دروغگوها، والدین خسیس، احمق… آینیاس در جهنم، دیدو و تروجان‌های کشته شده را ملاقات کرد. سرانجام با پدرش آنخیسس ملاقات کرد که به آینیاس گفت که «خانواده ای بزرگ و غیور» خواهد داشت که «بر تمام جهان حکومت خواهند کرد».

### IV
پس از سوار شدن به قایق‌ها، تروجان‌ها به رهبری آینیاس به راه می‌افتند. ملوانِ راهنما جزیره‌ای را می‌بیند که توسط ملکۀ ظالم سرسی اداره می‌شود و مردم را به حیوانات تبدیل می‌کند. جزیره را نمی‌توان دور زد. آینیاس به آیولوس روی می‌آورد و از او می‌خواهد که از دردسر جلوگیری کند. آیولوس کمک می‌کند و ارتش در سلامت به سفر خود ادامه می‌دهند.
آینیاس و تروجان‌هایش به جزیره‌ای می‌روند که توسط پادشاه لاتین اداره می‌شود. او به همراه همسرش آماتا قرار است دخترشان لاوینیا را به عقد پادشاه تورن درآورند. در همین حال، آینیاس سربازان را برای شناسایی می‌فرستد. آن‌ها به او می‌گویند که مردم محلی به زبان لاتین صحبت می‌کنند. آینیاس و ارتشش زبان لاتین را در یک هفته یاد می‌گیرند. سپس آینیاس آنان را به کاروانسراهای پادشاه می‌فرستد، و او کازاک‌ها را با افتخار پذیرایی می‌کند و خواهان آن است که اینیاس داماد او شود. در همین حین، یونو که می‌بیند آینیاس در حال حاضر از حد و حدود خود تجاوز کرده، تصمیم می‌گیرد به او درس خوبی برای رفتار گستاخانه‌اش بدهد.
الهه، ارینیس تلفوسیا را می‌فرستد که ابتدا نزد آماتا مسک می‌گزیند و سپس از تورنوس دیدار می‌کند. تورنوس خوابی می‌بیند که در آن عروس آینده‌اش آینیاس را به عنوان نامزد خود انتخاب می‌کند. او که دلخور شده بود، نامه‌ای برای پادشاه لاتین می‌فرستد و اعلان جنگ می‌کند. ارتش آینیاس به‌طور تصادفی سگ تازی را به جان سگِ دایۀ آماتا می‌اندازند. او نیز به نوبه خود شروع به برانگیختن مردم بر علیه آینیاس می‌کند. مردم لاتین برای جنگ آماده می‌شوند.

### V
آینیاس به این فکر می‌کند که چگونه تورنوس را شکست دهد، زیرا خدایان المپ عجله‌ای برای کمک نداشتند. آینیاس به خواب رفت و در خواب پیرمردی به آینیاس توصیه می‌کند که با آرکادی‌ها که دشمن لاتین‌ها بودند دوست شود؛ بنابراین او تصمیم می‌گیرد از آرکادی‌ها کمک بگیرد (ایواندر پادشاه آرکادی‌ها است، پالانت پسر اوست).
آینیاس برای خدایان قربانی می‌کند و نزد ایواندر می‌رود. او موافقت می‌کند که کمک کند و پسرش پالانت را همراه با ارتش می‌فرستد. ونوس از ولکان آهنگر می‌خواهد تا از پسرش، آینیاس یک سلاح قوی بسازد.
یونو خدمتکاری را می‌فرستد تا به تورنوس در مورد حمله احتمالی آینیاس هشدار دهد و توصیه می‌کند که ضربۀ نخست را او بزند. او قلعه تروآ را محاصره می‌کند، اما نمی‌تواند آن را بگیرد. سپس ناوگان تروجان را می‌سوزاند. ونوس به سیبلا (مادر خدایان) شکایت می‌کند و او نیز به نوبۀ خود از زئوس شکایت می‌کند. برترین خدا کشتی‌های تروجان‌ها را به سیرن (حوریان یا موجودات بالدار دریایی که آواز خواندن آن‌ها ملوانان بی احتیاط را به سمت صخره‌ها می‌کشاند.) تبدیل می‌کند و روتول‌ها از ترس فرار می‌کنند. سپس دوباره سکوت حاکم شد. نایز و اوریال، رزمندگان جوان، نگهبان هستند. نایز پیشنهاد می‌کند وارد اردوگاه روتول شده و دشمنان را شکست دهد. او می‌خواهد این کار را خودش انجام دهد، زیرا اوریال یک مادر پیر دارد و او هیچ‌کس را ندارد. اما رفیقش قبول نمی‌کند و با هم می‌روند. نایز و اوریال شجاعت زیادی به خرج می‌دهند و دشمنان زیادی را از پای درمی‌آوردند و زمانی که بازمی‌گردند با لاتین‌هایی که به اردوگاه آن‌ها می‌رفتند برخورد می‌کنند. مردان جوان سعی می‌کنند در جنگل پنهان شوند، اما لاتین‌ها آن‌ها را ردیابی می‌کنند، و جنگل را احاطه می‌کنند جایی که شما «نمی‌توانید از آن دور شوید» و شروع به جستجوی «زوج شجاع» می‌کنند. وقتی اوریال گرفتار می‌شود، نایز از درخت بید بالا رفته، نیزه خود را رها می‌کند و بدین ترتیب خود را آشکار می‌سازد. کلنل وولسنت اوریال را اعدام می‌کند و نایز با شمشیر خود به دل دشمن می‌زند و در نهایت در نبرد شکست می‌خورد.
نبردی سخت آغاز می‌شود. تورنوس با ارتش به قلعه حمله می‌کند و تروجان‌ها شجاعانه از خود دفاع می‌کنند. یونو دوباره مداخله می‌کند و از تورنوس دفاع می‌کند. روتول‌ها، تروجان‌ها را می‌زنند و از آن‌ها می‌خواهند قلعه را ترک کنند. سپس رئیس توپخانه با یادآوری این که آینیاس «ما را سرباز می‌داند، نوادگان با شکوه‌ترین پدربزرگ‌ها»، آن‌ها را شرمسار می‌کند. تروجان‌های خجالت‌زده گرد هم آمده و حمله می‌کنند و تورنوس فرار می‌کند.

### VI
زئوس که از دست خدایان به خاطر مداخله آن‌ها خشمگین شده بود، خدایان را از انجام هر کاری برای هر یک از طرفین منع می‌کند. ونوس نزد خدای متعال می‌آید، شروع به چاپلوسی از او می‌کند و از یونو شکایت می‌کند. یونو با شنیدن این سخن شروع به نزاع می‌کند.
در این زمان، آینیاس همراه با پالانت برای کمک به تروجان‌ها سوار بر کشتی بادبان می‌کشد و راهی می‌شود. وقتی همه در خواب هستند به این فکر می‌کند که چگونه تورنوس را شکست دهد. ناگهان ماوکا [به زبان نیااسلاوی به معنی: «مرده»، نوعی روح زنانه در اساطیر اوکراینی است.] را در آب می‌بیند. او به آینیاس می‌گوید که تورنوس و سربازانش از قبل شروع به مبارزه با تروجان‌ها کرده‌اند و تقریباً ناوگان آن‌ها را سوزانده‌اند. آینیاس برای نجات می‌شتابد و بی‌درنگ وارد نبرد می‌شود. تورنوس، پالانت شجاع را می‌کشد. یول به آینیاس می‌گوید که در غیاب او چه اتفاقی افتاده است.
زئوس مست، می‌رود تا از همسرش یونو عذرخواهی کند. او نیز با حیله‌، خدا را فریب داده و او را می‌خواباند. یونو به چهرۀ آینیاس در می‌آید و تورنوس را فریب می‌دهد تا با کشتی به سوی خانه برود و کشته نشود.
روز بعد آینیاس مردگان را دفن می‌کند. فرستادگان لاتین نزد او می‌آیند. آینیاس به آن‌ها می‌گوید که با لاتین‌ها نمی‌جنگد، بلکه با تورنوس می‌جنگد و به آنان پیشنهاد می‌کند که یک نبرد تن به تن با او ترتیب دهند. سفیران این امر را می‌پسندند و سخنان آینیاس را به لاتین و تورنوس بازگو می‌کنند. تورنوس با اکراه برای دوئل آماده می‌شود. آماتا با ازدواج دخترش و تورنوس مخالفت می‌کند، زیرا مخفیانه عاشق اوست.
روز بعد، هر دو طرف برای تماشای نبرد موضع می‌گیرند. یونو خواهرش یوتورنا را به کمک تورنوس می‌فرستد. او دوباره نبرد میان تروجان‌ها و روتول‌ها را آغاز می‌کند. آینیاس در جریان درگیری مجروح می‌شد. ونوس برای او انواع معجون‌هایی را جمع‌آوری می‌کند تا به التیام زخم کمک کند.
آماتا با تصور اینکه تورنوس مرده‌ است تصمیم می‌گیرد خود را حلق آویز کند. این خبر همه را به وحشت می‌اندازد. آینیاس به دوئل با تورنوس می‌رود و شمشیر او را از دستش می‌اندازد. یونو به دست یوتورنا شمشیر دیگری به تورنوس می‌رساند. برای این کار زئوس به یونو پرخاش می‌کند و می‌گوید: «ما قبلاً به همه خدایان گفته‌ایم: آینیاس در المپ با ما خواهد بود تا از همان کلوچه‌هایی بخورد که به شما می‌گویم بپزید». دوئل ادامه می‌یابد. آینیاس با کوبیدن تورنوس به زمین، قصد دارد او را بکشد، اما سخنان روتول قلب او را تحت تأثیر قرار می‌دهد. اما ناگهان متوجه زره پالانت بر تن تورنوس می‌شود و او را می‌کشد.

## ترجمۀ انگلیسی
ترجمه‌های جزئی انه‌ایدا به سال ۱۹۳۳ میلادی بازمی‌گردد، زمانی که ترجمه چند بیت اول انه‌ایدای  کوتلیارفسکی توسط ولودیمیر سمنینا در روزنامۀ آمریکایی جوامع اوکراینی دور از وطن به نام هفته‌نامۀ اوکراینی در ۲۰ اکتبر ۱۹۳۳ میلادی منتشر شد. با این حال، اولین ترجمۀ کامل انگلیسی انه‌ایدا، مهمترین اثر ادبی کوتلیارفسکی تنها در سال ۲۰۰۶ میلادی توسط بوهدان ملنیک اوکراینی-کانادایی در کانادا منتشر شد، که بیشتر به خاطر ترجمۀ انگلیسی او از افسانۀ اوکراینی ایوان فرانکو، به نام میکیتا روباه (به اوکراینی: Лис Микита) مشهور است.
آینیاس جوانی سرزنده بود
به تمامی کازاک به عنوان جوانکی،
برای شیطنت او بیش مهربان بود
در حالی که بیش از هر چیز رشادت داشت.
اما زمانی که یونانیان احساس تلخی بسیار نمودند
و از تروآ پشته‌ای از زباله ساختند
کیسه ای برداشت و با شهوت -
به همراهی چند ترویانی نیک که او گرد خویش آورد
که در پس سرسختی پنهان و گردنشان به چرم شده بود -
او ابری از غبار را به تروی پیر نشان داد.
او به سرعت چند قایق از الوار ساخت،
سپس آن‌ها را در دریای آرام رها کرد
و آن‌ها را با عضلاتی آزموده پر کرد
به کفی برخوردند که چشم‌ها می‌توانستند ببینند.
اما یونو، دختر لعنتی، غرغر می‌کرد،
همچون مرغ برای آب غر می‌زد؛
- اینگونه بود که آینیاس فاقد لطفش بود -
مدتهای مدید بود که دعا می‌کرد:
او آرزو کرد که روح او از تعلل دست بردارد
برای سفر به آن مکان فرازمینی ناخوشایند
І хлопець хоть куди козак,
Удавсь на всеє зле проворний,
Завзятіший од всіх бурлак.

Но греки, як спаливши Трою,
Зробили з неї скирту гною,
Він, взявши торбу, тягу дав;
Забравши деяких троянців,
Осмалених, як гиря, ланців,
П'ятами з Трої накивав.

Він, швидко поробивши човни,
На синє море поспускав,
Троянців насажавши повні,
І куди очі почухрав.
Но зла Юнона, суча дочка,
Розкудкудакалась, як квочка, —
Енея не любила — страх;
Давно уже вона хотіла,
Його щоб душка полетіла
К чортам і щоб і дух не пах.

### فهرست ترجمه‌های انگلیسی
- ایوان کوتلیارفسکی، انه‌اید: [ترجمه به انگلیسی از اوکراینی توسط بوهدان ملنیک]. — کانادا، تورنتو: مطبوعات باسیلیان، ۲۰۰۴ میلادی — ۲۷۸ صفحه. شابک: ۹۷۸-۰۹۲۱-۵-۳۷۶۶-۳.[۴][۵][۶]

## اقتباس‌ها
- انه‌ایدا، یک انیمیشن اوکراینی محصول ۱۹۹۱ میلادی به کارگردانی ولودمیر داخنو است.